# Nelly Miricioiu
Nelly Miricioiu (Adjud, 31 marzo 1952) è un soprano rumeno.

## Biografia
Bambina prodigio, debuttò a soli 18 anni come protagonista nell'opera buffa La serva padrona. Lo stesso anno, entrò al Conservatorio di Iaşi, continuando a studiare con Tibi Popovici. Nel 1975 vinse il primo premio durante la prima edizione assoluta del Grand Prix Maria Callas, organizzato ad Atene.
Il debutto operistico vero e proprio avvenne nel difficile ruolo di Astrifiammante (Regina della Notte) ne Il flauto magico di Mozart presso l'Opera di Stato di Iaşi, cantando poi fra il 1975 e il 1978 ne Il pipistrello, Carmen e Bohème.
Il debutto in Italia fu nel 1983, al Teatro alla Scala di Milano, con Lucia di Lammermoor, ottenendo ampi consensi. Dopoché, apparve nei maggiori teatri d'opera europei -da Londra a Roma, poi a Vienna, fino a Parigi, Amburgo e Madrid- e d'oltreoceano -particolarmente a Washington D.C., Philadelphia e New York, debuttando alla Metropolitan Opera nel 1989, con La bohème.
Nel 1996, fu scelta dalla Royal Opera House per la riedizione della produzione del 1965 di Tosca, produzione leggendaria che aveva visto come protagonisti Maria Callas e Tito Gobbi.

## Vocalità e repertorio
Dotata di una tecnica eccellente, dal timbro omogeneo e cristallino, Nelly Miricioiu si è distinta per la sua versatilità e longevità vocale, che le hanno permesso di spaziare dalle opere belcantistiche al verismo, cominciando come soprano di coloratura fino a spaziare a ruoli lirici e lirici spinti, sempre con ottimi risultati. Particolare impegno è stato rivolto nella riscoperta di opere meno note di Rossini, Donizetti e Mercadante, ma anche di autori più moderni, come ad esempio Respighi. Molte di queste opere sono state incise per l'etichetta Opera Rara.

## Repertorio
| Ruolo                            | Titolo                      | Autore      |
| -------------------------------- | --------------------------- | ----------- |
| Giulietta Capuleti               | I Capuleti e i Montecchi    | Bellini     |
| Imogene                          | Il pirata                   | Bellini     |
| Norma                            | Norma                       | Bellini     |
| Micaëla                          | Carmen                      | Bizet       |
| Elena Margherita                 | Mefistofele                 | Boito       |
| Jaroslavna                       | Il principe Igor'           | Borodin     |
| Adriana Lecouvreur               | Adriana Lecouvreur          | Cilea       |
| Anna Bolena                      | Anna Bolena                 | Donizetti   |
| Lucrezia Borgia                  | Lucrezia Borgia             | Donizetti   |
| Eleonora di Guienna              | Rosmonda d'Inghilterra      | Donizetti   |
| Maria Stuarda                    | Maria Stuarda               | Donizetti   |
| Lucia Ashton                     | Lucia di Lammermoor         | Donizetti   |
| Elisabetta I                     | Roberto Devereux            | Donizetti   |
| Maria                            | Maria de Rudenz             | Donizetti   |
| Caterina Cornaro                 | Caterina Cornaro            | Donizetti   |
| Fedora Romazoff                  | Fedora                      | Giordano    |
| Marguerite                       | Faust                       | Gounod      |
| Mireille                         | Mireille                    | Gounod      |
| Agrippina                        | Agrippina                   | Händel      |
| Alcina                           | Alcina                      | Händel      |
| Nedda                            | Pagliacci                   | Leoncavallo |
| Santuzza                         | Cavalleria rusticana        | Mascagni    |
| Iris                             | Iris                        | Mascagni    |
| Manon Lescaut                    | Manon                       | Massenet    |
| Thaïs                            | Thaïs                       | Massenet    |
| Orazio                           | Orazi e Curiazi             | Mercadante  |
| Emma                             | Emma d'Antiochia            | Mercadante  |
| Isabella                         | Roberto il diavolo          | Meyerbeer   |
| Valentina                        | Gli ugonotti                | Meyerbeer   |
| Regina della Notte               | Il flauto magico            | Mozart      |
| Olympia Antonia Giulietta Stella | I racconti di Hoffmann      | Offenbach   |
| Maria Tudor                      | Maria, regina d'Inghilterra | Pacini      |
| Serpina                          | La serva padrona            | Pergolesi   |
| Lei                              | La voce umana               | Poulenc     |
| Manon Lescaut                    | Manon Lescaut               | Puccini     |
| Mimì Musetta                     | La bohème                   | Puccini     |
| Floria Tosca                     | Tosca                       | Puccini     |
| Cio-Cio-San                      | Madama Butterfly            | Puccini     |
| Magda de Civry                   | La rondine                  | Puccini     |
| Marie Victoire                   | Marie Victoire              | Respighi    |
| Silvana                          | La fiamma                   | Respighi    |
| Amenaide                         | Tancredi                    | Rossini     |
| Armida                           | Armida                      | Rossini     |
| Zoraide                          | Ricciardo e Zoraide         | Rossini     |
| Ermione                          | Ermione                     | Rossini     |
| Semiramide                       | Semiramide                  | Rossini     |
| Rosalinde                        | Il pipistrello              | Strauss     |
| Elvira                           | Ernani                      | Verdi       |
| Lucrezia Contarini               | I due Foscari               | Verdi       |
| Gulnara                          | Il corsaro                  | Verdi       |
| Luisa Miller                     | Luisa Miller                | Verdi       |
| Gilda                            | Rigoletto                   | Verdi       |
| Violetta Valéry                  | La traviata                 | Verdi       |
| Duchessa Elena                   | I vespri siciliani          | Verdi       |
| Amelia Grimaldi                  | Simon Boccanegra            | Verdi       |
| Elisabetta di Valois             | Don Carlo                   | Verdi       |
| Desdemona                        | Otello                      | Verdi       |
| Francesca da Polenta             | Francesca da Rimini         | Zandonai    |